# 十五貫
《十五貫》是著名崑劇劇目，屬於「江湖十八本」的劇目。其故事收录于明末馮夢龍《醒世恆言》的“十五貫戲言成巧禍”，被清代劇作家朱素臣改编为傳奇《雙熊夢》，後來被多番改編為京劇、秦腔、粵劇、潮劇及歌仔戲的劇目。因為崑劇《十五貫》的首次演出轟動了全國，所以重振了崑劇的地位。

## 剧情
馮夢龍所記，原是一個宋代的悲劇，強盜殺人，搶奪了銅錢十五貫，而官吏昏昧不明，造成冤獄，錯殺了兩個好人。經過劇作家的改編，已有較喜樂的結尾。
故事發生於明代。屠夫尤葫蘆從皋橋親戚家借得銅錢十五貫，卻無聊惡作劇，哄騙繼女蘇戌娟說是她的賣身錢，以如此少的價格將蘇賣給別人當婢女，蘇認為受辱，於是深夜私逃投親。婁阿鼠闖入尤家偷了十五貫銅錢，並用肉斧殺尤滅口。鄰人發現後就一面報官，一面追趕凶手。另一方面，客商陶復朱的伙計熊友蘭，帶十五貫錢往常州替哥哥熊友蕙交付被誤會的十五貫，遇到蘇戌娟問路，二人順路，因此同行。鄰人與差役見二人同行，又見十五貫，疑其為凶手，婁阿鼠乘機誣陷，於是二人被押送無錫縣衙門。無錫知縣郭於執（一作「過於執」，皆假名，指「過於執著」）判蘇、熊二人死刑。常州知府莫愚和應天巡撫周忱皆輕信知縣（史實上莫愚、周忱真有其人，都是以聰明廉潔著稱）。吳郡太守況鍾在城隍廟過夜，卻被城隍爺示夢，認為此案有天大的冤屈，連夜趕往都府，求巡撫周忱緩判，重啟調查。周忱因迂腐而不為所動。況據理力爭後，周無奈，限期十五日內清查回報，否則上奏彈劾。況鍾冒著丟官的風險，親至無錫調查，又改扮私訪，將真凶婁阿鼠捉住，終於案情大白。

## 历史
浙江省《十五貫》整理小組在田漢支援下，由陳靜執筆，根據清代劇作家朱素臣的傳奇《雙熊夢》改編。
1956年4月17日，由國風蘇劇團（浙江崑劇團的前身）在北京中南海懷仁堂首次演出。周傳瑛飾況鐘、王傳淞飾婁阿鼠、朱國梁飾過於執、包傳鐸飾周忱。在北京的四十六場連演，觀眾高達七萬人次，以其高度的藝術性轟動全國，並且得到周恩來與毛澤東讚賞，讓崑劇重新得到欣賞。1956年5月18日，《人民日報》為此發表《從“一齣戲救活了一個劇種”談起》的社論。同年，《十五貫》被攝製成彩色戲曲藝術影片。劇本被收入《戲曲選》第 1卷(1958)與《中國地方戲曲集成·浙江省卷》(1959)。崑劇著名人物周傳瑛、王傳淞也曾於1950年代改編《十五貫》。京劇版的《十五貫》由辜懷群、李寶春改編。

## 版本
朱素臣的原著《十五貫》共分26場：《開場》、《泣別》、《鼠竊》、《得環》、《摧花》、《餌毒》、《陷阱》、《商助》、《竊貫》、《誤拘》、《如詳》、《獄晤》、《夢警》、《阱淚》、《夜訊》、《乞命》、《踏勘》、《廉訪》、《擒奸》、《恩判》、《請罪》……《雙圓》。
浙江省《十五貫》整理小組經過多次刪改，剩下來的場次只有9《竊貫》、10《誤拘》、11《如詳》、15《夜訊》、16《乞命》、17《踏勘》、18《廉訪》、20《恩判》。這就成了現今的《鼠禍》、《受嫌》、《被冤》、《判斬》、《見都》、《疑鼠》、《訪鼠》、《審鼠》。
秦腔《十五貫》共有十六場。京劇《十五貫》（車王府鈔本）則忠於原著。1956年京劇《十五貫》則有《商贈》、《殺尤》、《橋會》、《審案》、《見都》、《踏勘》、《訪鼠》、《審鼠》八場。
河洛歌仔戲《十五貫》共有十場：《夜訪》、《離家》、《鼠禍》、《受嫌》、《被冤》、《判斬》、《見都》、《疑鼠》、《訪鼠》。

## 外部連結
- 浙江崑蘇劇團 經典代表劇目《十五貫》